# Charles Kayser (acteur)
Pour les articles homonymes, voir Kayser.
Charles Kayser (1878-1966) est un acteur américain qui a travaillé au laboratoire de Thomas Edison en tant qu'assistant de William K.L. Dickson.
Il a tourné dans Les Forgerons en 1895 pour ce même laboratoire aux côtés de John Ott.